# Даня Какой-То
Даня Какой-То: Родился 27 ноября 2007года,
```
 и вырос в Курганской области Шумихинского района в деревне Сажино.
[
1
]
```

Настоящая фамилия Калинин, с 2017 года Даня начал вести свой блог на YouTube «Даня Калинин, в 2021 году название блога изменилось на Даня Какой-То, в этот момент Даня создал тик ток аккаунт и начал активно вести блог про мотоциклы, в 23 году купил первый мотоцикл Урал ИМЗ 8.103.10 который делал 2 года, в 2024 году резко начал набирать аудиторию в тик ток, в 2025 году Даня купил мотоцикл ИЖ планета 5 под новый проект «ИЖ ЭНДУРО» активно ведёт видео отчеты по проекту в тик ток аккаунте.
1. ↑  Необходимо задать параметр url= в шаблоне {{cite web}}. Даня Какой-То. [ Кто такой Даня Какой-То] (рус.). Мотоциклы. Даня Какой-То (2025-17-08).